# Vitaliano Camarca
Vitaliano Dino Camarca, né à Scigliano le 12 juillet 1921 et mort à Amantea le 1er décembre 1969 est un journaliste, éditeur et typographe italien qui a eu une forte influence sur le développement culturel et économique de la ville d'Amantea en Calabre.
Vitaliano Camarca s'est distingué par la mise en place d'événements littéraires et cinématographiques.

## Biographie
Vitaliano Camarca a fréquenté le liceo classico, mais n'a pas terminé ses études. Dès son plus jeune âge, il a commencé à cultiver ses nombreux intérêts, dont un lié aux langues étrangères. Il parlait parfaitement le français, l'espagnol, l'allemand et le grec.

### Les années de la guerre
Vitaliano Camarca a participé à la Seconde Guerre mondiale : il a passé quelques années en tant que soldat en Grèce, où il a d'abord été emprisonné, puis transféré avec les autres soldats italiens au camp de prisonniers allemand Stalag XII-F. Il s'en est échappé et a été capturé à nouveau à trois reprises. Pendant les mois passés dans le camp, Vitaliano Camarca réussit l'un de ses exploits extraordinaires : il a réussi à imprimer un journal malgré l'interdiction de toutes activité informative par les nazis.
Grâce à la l'aide de sa famille, certains objets lui appartenant ont pu être retrouvés. C'est notamment le cas d'une carte postale que Michele, le père de Vitaliano, a envoyée à son fils durant l'été 1944, alors que Vitaliano était prisonnier dans le camp allemand. L'original a été acheté sur Ebay par un habitant d'Amantea, et grâce au professeur Roberto Musì, une copie a été obtenue pour être rendue à la famille.
La terrible expérience du camp n'a pris fin que grâce à la libération par l'armée américaine en 1945. Après avoir effectué son service militaire, Vitaliano Camarca est revenu à Amantea à l'âge de vingt-quatre ans.

### Sa vie à Amantea et sa carrière de journaliste
Comme tous les anciens combattants, après la guerre, Vitaliano Camarca a été aidé d'une certaine manière par les institutions locales pour trouver un travail. Il a d'abord travaillé en tant que commis auprès de la municipalité d'Amantea, puis comme secrétaire au collège, mais dans les deux cas, il n'a résisté que quelques jours.
Sa passion pour le journalisme l'a conduit à acheter une machine spéciale qui lui a permis de produire ses premiers travaux en tant qu'écrivain et typographe. Il est ensuite devenu le correspondant de l'ANSA pour la Gazzetta del Sud et Il Mattino di Napoli.
Au cours de ses nombreux voyages à l'étranger, il a également rédigé des articles d'actualité internationale et a été responsable du journal des anciens internés militaires, La tribù.

## Les évènements culturels
Très attaché à sa terre, Vitaliano Camarca savait que le tourisme serait une source de bien-être économique et social pour Amantea. Par ses initiatives, il a tenté de faire connaître et apprécier la ville tant au niveau national qu'international.
Il a également fondé l'office du tourisme d'Amantea et a été président de la Pro Loco locale.

### Le Prix Littéraire Amantea
En 1962, il a institué le Prix Littéraire d'Amantea (Premio Letterario Amantea), un concours organisé au Lido Azzurro. L'objectif était de valoriser le territoire à travers des œuvres aux thématiques spécifiques : les histoires présentées devaient mettre en valeur la beauté ou la couleur du paysage, la vie sur la côte tyrrhénienne, ou encadrer un épisode particulier du folklore, faire une enquête sur les valeurs traditionnelles du peuple, ou capter, sans tomber dans l'aride exposition scientifique, l'état d'esprit de la Calabre. Il était possible de participer au concours en soumettant une longue nouvelle (ou un court roman), inédite et jamais publiée en volume, qui ne dépassait pas soixante pages dactylographiées. Le manuscrit devait parvenir au comité du Prix Littéraire d'Amantea, à la mairie d'Amantea. Vitaliano Camarca s'est personnellement occupé de la présélection des candidatures, de la lecture et de l'éventuelle correction des textes et, enfin, de la constitution du jury, composé de publicistes et d'écrivains de grande renommée. Le président du jury de la première édition du Prix Littéraire fut le recteur de l'Université de Messine de l'époque, Salvatore Pugliatti.
Le prix au premier classé était composé de cent mille lires, remis par le Maire lors d'une soirée dansante organisée en l'honneur du gagnant et du jury, et de la publication de l'histoire par la maison d'édition "La Croce del Sud", dont le directeur était Vitaliano Camarca lui-même. Étant également typographe, il réalisait les dessins et les impressions rapportés sur les couvertures des différents livres. D'autres petits prix étaient également décernés aux œuvres les plus intéressantes.
Après la mort de Vitaliano Camarca, le Prix Littéraire a été repris à plusieurs reprises par d'autres habitants d'Amantea, sans pour autant obtenir le même succès.

### Le Festival du Film Méditerranéen
Le 19 août 1964, Vitaliano Camarca crée le Festival du Film Méditerranéen (Rassegna del Film Mediterraneo). L'événement a lieu à l'Arena Sicoli, l'unique cinéma de la ville d'Amantea.
Le Festival consistait en la projection de films qui, au cours de l'année, avaient connu un succès particulier. Le Festival a été apprécié par les habitants d'Amantea, mais pas uniquement : l'Arena Sicoli était remplie de locaux ainsi que de touristes, prenant la forme d'un véritable lieu d'agrégation sociale.
En général, le Festival avait lieu entre les mois de juillet et août. La première édition a commencé le 24 juillet et s'est terminée le 4 août 1964. Les évènements se sont poursuivis jusqu'en 1969, année de la mort de Vitaliano Camarca.
La Guarimba International Film Festival a dédié, à l'occasion de la huitième édition du festival, le prix du public à Vitaliano Camarca qui, grâce à ses projets, a été précurseur en amenant le cinéma à Amantea.

## Œuvres
- Erranti, 2 novelle di Dino Vitaliano Camarca, Tip. Esposito-Paola
- Lirian, Poesia contemporanea, Edition forense, 1941
- Umili versi miei. Prefazione di D.V.C., La Croce del Sud, Amantea, 1950[6]